# Marco Carnesecchi
Marco Carnesecchi (sinh ngày 1 tháng 7 năm 2000) là một cầu thủ bóng đá chuyên nghiệp người Ý hiện đang thi đấu ở vị trí thủ môn cho câu lạc bộ Atalanta tại Serie A.

## Sự nghiệp thi đấu

### Atalanta
Carnesecchi bắt đầu thi đấu cho đội U-19 Atalanta ở mùa giải 2017–18. Anh lần đầu tiên được đưa lên đội 1 vào ngày 14 tháng 1 năm 2019 trong trận đấu thuộc khuôn khổ Coppa Italia 2018-19 với Cagliari, nhưng vẫn ngồi dự bị.

#### Cho mượn tại Trapani
Ngày 25 tháng 7 năm 2019, Carnesecchi được đem cho mượn tại câu lạc bộ tân binh Serie B, Trapani. Anh ra mắt đội bóng trong trận đấu tại Serie B vào ngày 22 tháng 9 năm 2019 gặp Salernitana.

#### Cho mượn tại Cremonese
Ngày 5 tháng 1 năm 2021, Carnesecchi được đem cho mượn tại Cremonese trong phần còn lại của mùa giải 2020–21, anh ta đã dành vài tháng đầu tiên như một sự thay thế không được sử dụng tại Atalanta. Trong mùa giải đầu tiên tại Cremonese, Carnesecchi đã giữ sạch lưới 8 trong 20 trận. Khoản vay của anh ấy sau đó đã được gia hạn thêm một mùa giải. Vào ngày 31 tháng 8 năm 2022, Carnesecchi trở lại Cremonese theo dạng cho mượn mới, với câu lạc bộ hiện đang ở Serie A.

## Sự nghiệp thi đấu quốc tế
Carnesecchi lần đầu tiên được triệu tập để đại diện cho đất nước mình tại U-17 Ý vào tháng 10 năm 2016. Anh ta ra mắt vào ngày 14 tháng 12 năm 2016 trong trận giao hữu gặp Hungary. Anh ấy đã được triệu tập để chuẩn bị cho Giải vô địch bóng đá U-17 châu Âu 2017, nhưng không ra sân lần nào sau lựa chọn số 1 trong khung gỗ Simone Ghidotti.
Anh ta là sự lựa chọn số 1 trong khung gỗ tại Giải vô địch bóng đá U-19 châu Âu 2019, nơi Ý bị loại ngay từ vòng bảng.
Tại Giải vô địch bóng đá U-20 thế giới 2019, anh ta ra sân 2 lần, trong 1 trận vòng bảng gặp Nhật Bản và trận tranh hạng ba gặp Ecuador.
Ngày 6 tháng 9 năm 2019, anh ta ra mắt U-21 Ý trong trận giao hữu gặp Moldova.
Ngày 24 tháng 1 năm 2022, Carnesecchi đồng ý lời triệu tập của huấn luyện viên đội tuyển Ý Roberto Mancini để gia nhập Azzurri cho một kỳ huấn luyện ba ngày ở Coverciano.

## Đời tư
Ngày 6 tháng 10 năm 2020, Carnesecchi có kết quả xét nghiệm dương tính với COVID-19.

## Thống kê sự nghiệp
Tính đến 18 tháng 3 năm 2023
| Câu lạc bộ          | Mùa giải            | Giải đấu            | Giải đấu | Giải đấu | Cúp quốc gia | Cúp quốc gia | Châu lục | Châu lục | Khác | Khác | Tổng cộng | Tổng cộng |
| Câu lạc bộ          | Mùa giải            | Hạng                | Trận     | Bàn      | Trận         | Bàn          | Trận     | Bàn      | Trận | Bàn  | Trận      | Bàn       |
| ------------------- | ------------------- | ------------------- | -------- | -------- | ------------ | ------------ | -------- | -------- | ---- | ---- | --------- | --------- |
| Trapani (mượn)      | 2019–20             | Serie B             | 33       | 0        | 1            | 0            | —        | —        | —    | —    | 34        | 0         |
| Cremonese (mượn)    | 2020–21             | Serie B             | 20       | 0        | 0            | 0            | —        | —        | —    | —    | 20        | 0         |
| Cremonese (mượn)    | 2021–22             | Serie B             | 36       | 0        | 1            | 0            | —        | —        | —    | —    | 37        | 0         |
| Cremonese (mượn)    | 2022–23             | Serie A             | 18       | 0        | 1            | 0            | —        | —        | —    | —    | 19        | 0         |
| Cremonese (mượn)    | Tổng cộng           | Tổng cộng           | 74       | 0        | 2            | 0            | 0        | 0        | 0    | 0    | 76        | 0         |
| Tổng cộng sự nghiệp | Tổng cộng sự nghiệp | Tổng cộng sự nghiệp | 107      | 0        | 3            | 0            | 0        | 0        | 0    | 0    | 110       | 0         |

## Danh hiệu
Atalanta
- UEFA Europa League: 2023–24[19]

Cá nhân
- Giải vô địch bóng đá U-21 châu Âu Đội hình tiêu biểu: 2021[20]